# ボヘミアン・ドリーム
ボヘミアン・ドリームとは、リキュールをベースとするカクテルであり、冷たいタイプのロングドリンク（ロングカクテル）に分類される。ここで言うボヘミアンとは、文学などを愛好し、伝統や習慣にとらわれず、自由奔放に生活する人のこと。

## 標準的なレシピ
- アプリコット・ブランデー ＝ 15ml
- グレナデン・シロップ ＝ 30ml
- オレンジ・ジュース ＝ 2tsp
- レモン・ジュース ＝ 2dash
- 炭酸水 ＝ 適量

### 作り方
まず、アプリコット・ブランデー、グレナデン・シロップ、オレンジジュース、レモンジュースをシェークして、氷を入れたゾンビ・グラス（コリンズ・グラス）（容量300〜480ml程度）に注ぐ。そこに適量の炭酸水を注いでグラスを満たし、軽くステアすれば完成である。なお、オレンジジュースとレモンジュースは、その場でオレンジやレモンを絞って作ったジュースを使用するのがベストであるが、市販のジュースを用いても良い。

### 備考
- アプリコット・ブランデーやグレナデン・シロップは、完成時の量や好みによって、増減することがある。
  - ただし、グレナデン・シロップを減らすと、赤が薄くなってしまう。
  - 逆に、グレナデン・シロップを増やすと、赤味が強くなり、さらに甘くなってゆく。
- グラスに花などを飾ることもある[1]。